# DJMax Respect
DJMax Respect è videogioco musicale sudcoreano sviluppato da Rocky Studio e Neowiz MUCA per PlayStation 4 e pubblicato da Neowiz Games in Asia, dalla Arc System Works in Giappone e da SIE nel resto del mondo.
DJMax Respect V (stilizzato RESPECT/V) è il porting del gioco riveduto per PC e distribuito globalmente su Steam da Neowiz Games.
Dopo un lungo periodo di pausa della serie, DJMax torna con un Teaser Trailer annuncio il 10 maggio 2016 durante la conferenza sviluppatori PlayStation in Sud Corea come reboot della serie di videogiochi ritmici, con un lancio previsto in gennaio 2017. Il videogioco vede la luce in Corea del Sud, Honk Kong, Taiwan e nel Sud-Est Asiatico il 28 luglio 2017, per poi arrivare in Giappone il 9 novembre 2017 pubblicato dalla Arc System Works, e infine in Nord America e in Europa esclusivamente in formato digitale sul PlayStation Network il 6 marzo 2018. La versione aggiornata del gioco presenta 154 brani, includendo tutti i DLC i brani ammontano a 324.
Il 19 novembre 2019 è stato confermato con un Teaser Trailer che il gioco approderà sulla piattaforma Steam solo su Windows con il nome DJMax Respect V contenente varie novità, riportando la serie originale DJMax su PC dopo DJMax Trilogy nel 2008. La versione PC è disponibile in Early Access dal 19 dicembre 2019. La versione definitiva del gioco è stata pubblicata il 12 Marzo 2020. La V nel titolo per computer indica la parola Versus, in quanto questa versione include svariate novità, rispetto a quella originale per PS4, per quanto riguarda il multiplayer online; inoltre ha anche alcune altre caratteristiche esclusive. Respect V è il primo titolo della serie a vantare di brani di fama internazionale, come quelli di Marshmello, Porter Robinson e YUKIKA, portando con sé vari brani esclusivi per questa versione, tra cui anche due brani provenienti da Leauge of Legends di Riot Games.

## Caratteristiche
DJMax Respect non differisce molto dai suoi predecessori, gioco ritmico dove bisogna premere dei tasti specifici allo scorrere delle note su un gear in maniera verticale dall'alto verso il basso a ritmo di musica, in maniera molto simile al più celebre Beatmania IIDX, ma presentando varie caratteristiche originali e iconiche della serie di DJMax come, ad esempio, il moltiplicatore di combo, ossia il Fever System, le combo continuate alla pressione delle note prolungate e il sistema Free Combo Chain nella modalità Freestyle per le combo continuate tra un brano e l'altro

### Modalità di gioco

#### Arcade
La modalità Arcade (presente solo su PS4) è quella classica dei titoli della serie a giocatore singolo, dove si va a selezionare da una lista generata casualmente dei brani, tra cui è possibile giocare brani non sbloccati nella modalità Freestyle, e quelli acquistati in DLC, in una sequenza di 3 STAGE. La peculiarità dei precedenti capitoli dove gli STAGE man mano andando verso a quello successivo aumentavano di difficoltà, è stata parzialmente rimossa, in quanto rispetto ai titoli passati, Respect a ogni brano offre più pattern di difficoltà. Al completamento dei tre STAGE compare una scheda riassuntiva dei punteggi complessivi ottenuti. Al fine di ciò si farà presente la classica schermata "Thanks for playing DJMAX", per poi essere catapultati alla schermata principale.

#### AIR
La modalità AIR (presente solo su Respect V) lascia la possibilità al giocatore di giocare od ascoltare playlist casuali, in maniera condivisa live con altri giocatori ove tutti possono lasciare commenti che vanno a comparire sovrapposti alla schermata di gioco.

#### Freestyle
La modalità Freestyle è la modalità che permette di giocare a qualsiasi brano sbloccato e acquistato in qualsiasi difficoltà tra sistema di gioco e pattern. Peculiarità dei titoli DJMax, questa modalità presenta Free Combo Chain, ovvero la combo non si azzera nel momento in cui si finisce un brano, ma soltanto non appena si manca una pressione di una nota, o si lascia in anticipo una nota a pressione prolungata, rendendo la combo praticamente illimitata (9'999'999 la combo massima). Per la prima volta nella serie di DJMax è stato introdotto il Multiplayer locale 1vs1 in questa modalità, consentendo inoltre di utilizzare un sistema di gioco e/o una difficoltà pattern differente per giocatore. Il Multiplayer Locale non è presente su Respect V.

#### Mission
La modalità Mission, come nei titoli passati, chiede al giocatore di completare set di brani in determinate condizioni, come completare un set senza scendere sotto una determinata percentuale di precisione, superare un determinato punteggio, non commettere troppi errori (BREAK), di arrivare ad un determinato livello del moltiplicatore FEVER o superare il numero combo richiesto. Parte delle volte le missioni sono rese più ostiche con la presenza degli Effectors che ne aumentano la difficoltà. La modalità Mission, inoltre, presenta delle esclusività nei sistemi di gioco e nelle difficoltà dei pattern.

#### Online (DJMax Respect)
La Modalità Online consente al giocatore di sfidare qualche altro giocatore proveniente da tutto il mondo via internet. la selezione dei brani è libera, come quella della modalità Freestyle, ma ciò avviene una volta a testa; è presente un sistema di chat predefinito ed è possibile giocare brani che non si è acquistato se l'avversario, nel caso avesse acquistato dei brani, decidesse di giocarli. Per vincere bisogna ottenere il punteggio più alto rispetto all'avversario, con la possibilità di utilizzare un sistema di gioco e/o una difficoltà pattern differente dal tuo avversario.
È richiesto un abbonamento PlayStation Plus.

#### Online (Respect V)
L'online di Respect V prevede due varianti: la prima variante è LADDER MATCH che consiste in competitive uno contro uno, comprendendo una classifica tra i giocatori, livelli, stagioni e molto altro; la seconda è OPEN MATCH ed essa consiste in battaglie con un massimo di sette giocatori per sfidarsi per ottenere il miglior punteggio possibile, in maniera analoga al primo titolo della serie DJMax Online.
Respect V non necessita di abbonamenti a pagamento per accedere alle funzioni online.

#### Collection
La sezione Collection consente di poter vedere il proprio profilo di gioco, con le proprie performance di gioco, brani più giocati e ore spese in partita, obiettivi da sbloccare e sbloccati con delle ricompense come targhette giocatore, artwork, brani, note, gear e commenti giocatore. Qui è possibile visualizzare gli artwork e BGA (con la possibilità di ascoltare le relative musiche) sbloccati. I BGA (BackGround Animated video) si sbloccano solo effettuando MAX COMBO con le relative tracce.

#### Ranking
Nella sezione Ranking è possibile vedere il piazzamento globale dei giocatori per traccia, sistema di gioco e pattern, per punteggio massimo nella modalità Arcade e per percentuale di precisione globale.

### Difficoltà

#### Sistemi di gioco
Ogni sistema di gioco vede utilizzare 3 tipi di note differenti:
- Note Traccia, immancabili in ogni sistema, vanno da 4 a 6 tasti d'azionamento.
- Note Traccia Sovrapposte, presente solo in alcuni sistemi, funzionano in maniera analoga a quelle principali.
- Note Traccia Laterali, vanno in sostituzione a quelle principali, dove su Playstation 4 corrispondono agli analogici, e su PC corrispondono, di default, ai tasti Shift.

Il gioco presenta 4 sistemi di gioco nelle varie modalità, e altri sistemi speciali presenti solo nella modalità Mission. I vari sistemi sono:
- 4B (4 BUTTONS), a 4 tasti.
- 5B (5 BUTTONS), a 5 tasti, di cui la nota centrale è condivisa da due tasti d'azionamento.
- 6B (6 BUTTONS), a 6 tasti.
- 8B (8 BUTTONS), a 6 tasti, più 2 tasti a note traccia sovrapposte.
- XB (10 BUTTONS), a 6 tasti, più 4 tasti a note traccia sovrapposte. Presente solo nella modalità Mission.
- 4BFX (4 BUTTONS FX), a 4 tasti, più 2 tasti a note traccia sovrapposte. Presente solo nella modalità Mission se acquistato il Clazziquai Edition DLC Pack.
- 5BFX (5 BUTTONS FX), a 5 tasti, di cui la nota centrale è condivisa da due tasti d'azionamento, più 2 tasti a note traccia sovrapposte. Presente solo nella modalità Mission se acquistato il Black Square DLC Pack.
- TB (TECHNIKA BUTTONS), a 3 tasti per ognuno dei due settori a scorrimento orizzontale, riprendendo stilisticamente, il sistema di gioco della serie Technika. Presente solo nella modalità Mission se acquistato il Technika1 DLC Pack.
  - In Technika2 DLC Pack e in il Technika3 DLC Pack, il sistema è migliorato per somigliare ancor più ai titoli Technika, portando con sé una quarta interazione tramite analogico direzionato verso l'alto o il basso.

È possibile, dalla schermata opzioni, cambiare i tasti d'azionamento solo per i 4 sistemi di gioco principali. Se si utilizza un controller non è possibile modificare le Note Traccia Laterali.

#### Difficoltà dei pattern
Come nei giochi passati della serie, ogni brano può presentare più difficoltà, questi detti pattern o chart, e sono principalmente di quattro tipi, di cui uno esclusivo per Respect V.
- Normal (NM). Difficoltà minima dei pattern.
- Hard (HD). Difficoltà avanzata dei pattern.
- Maximum (MX). Difficoltà massimizzata dei pattern.
- SC. Difficoltà con pattern adattati per consentire difficoltà insane su tastiera (SC originariamente su DJMax Online era l'acronimo di Super Crazy). Disponibile solo su Respect V.
- Redesign (RD). Pattern non ordinario, dove l'utilizzo delle note originali sono usate per creare una sorta di remix sulla base originale del brano. Presente solo nella modalità Mission.

I livelli di difficoltà sono rappresentati da stelle colorate a scala di cinque, partendo da un minimo di una stella fino ad un massimo di 15 stelle. Per la difficoltà dei pattern SC, i colori delle 15 stelle nell'insieme sono alterati rispetto alle altre difficoltà.

#### Effectrors
Gli Effectors sono una costante dei giochi ritmici e della serie DJMax, che se attivati rendono il gioco più arduo e competitivo; capita spesso che questi siano attivati nelle missioni, e spaziano tra velocità irregolari e dinamiche, gear rovesciato o in movimento, trasparenza parziale o totale delle note, effetto pixel o copertura parziale del gear.

### Valutazione
Quando si completa un brano si riceve una valutazione composta da un punteggio totale, dalla percentuale di precisione, e combo massima.
Il Punteggio massimo è di 300'000 per ogni traccia, senza l'ausilio dei moltiplicatori FEVER, che altrimenti ne alterano il punteggio.
La Percentuale di precisione determina da sola il voto complessivo. In parentesi le percentuali di Respect V.
- Voto C se minore del 90% di precisione
- Voto B se maggiore del 90%, ma inferiore al 95% (94%)
- Voto A se maggiore del 95% (94%), ma inferiore al 98% (97%)
- Voto S se maggiore del 98% (97%) di precisione

Se premuti tutti tasti correttamente, senza mancarne uno, si otterrà un MAX COMBO, mentre se si premono tutti i tasti con il massimo della precisione, per ogni singola nota un MAX 100%, si otterrà un PERFECT PLAY con voto S 100%

#### Ranking
Il Ranking globale è basato solo sul punteggio ottenibile, più si è precisi, più il punteggio è alto, e più è possibile trovarsi nelle prime posizioni delle classifiche globali; inoltre il punteggio non offre restrizioni per quanto riguarda l'attivazione del moltiplicatore di combo FEVER SYSTEM, che ne aumenta il punteggio massimo ottenibile. l'accuratezza dell'attivazione del FEVER o dell'AUTO FEVER può essere determinante per ottenere punteggi più alti possibili.

### Aggiornamenti
DJMax Respect e Respect V godono di aggiornamenti costanti che vanno ad aggiungere nuove funzioni al gioco, oltre a correggere eventuali problemi o migliorare qualche aspetto del gioco stesso.
- Aggiunti vari brani totalmente gratuiti. Vedi Brani per ulteriori informazioni.
- Aggiunta il salvataggio della velocità di scorrimento delle note singolarmente da traccia, sistema e pattern (DJMax Respect).
  - Cambiato completamente il sistema di velocità di scorrimento. Ora essa non varierà a seconda dei BPM dei brani, ma sarà sempre costante. Inoltre la velocità di scorrimento può essere settata in un range più ampio e con maggiore accuratezza (Respect V)..
- Migliorato lo scorrimento e la selezione delle categorie nella modalità Mission.
- Aggiunta la possibilità di giocare una singola traccia di un set di missioni per poter far pratica nella modalità Mission
- Facilitato il riavvio nelle missioni. adesso il set di missioni non ricomincia da capo, ma riparte dalla traccia che si decide di riavviare.
- Aggiunta la possibilità di disattivare i BGA durante una partita (a causa di una disputa avvenuta con Megalia, comunità radicale femminista online sudcoreana[8]), di abbassarne la luminosità, e salvarlo ciò per ogni brano presente.
- Aggiunta la possibilità di bloccare la combo illimitata da traccia a traccia, la Free Combo Chain, nella modalità Freestyle.
- Aggiunta l'avvio casuale delle tracce da giocare, con la possibilità di regolare la scelta per livello, difficoltà e Tab nella modalità Freestyle. (Non regolabile in Respect V)
- Aggiunta le Tracce Preferite, dove poter salvare i brani che più si amano ed averne un accesso più rapido nella modalità Freestyle.
- Introdotto un nuovo tipo di visualizzazione dell'accuratezza della pressione delle note, noto come DISPLAY RATE, che va ad indicare, oltre alla percentuale di precisione generale, se la pressione dei tasti è anticipata o posticipata mostrando [FAST 1~90% / SLOW 1~90%], sostituendo quello classico [MAX 1~90%].
  - Quest'ultimo non è mai stato introdotto in Respect V ed è stato rimosso nei successivi aggiornamenti su DJMax Respect. La percentuale di precisione generale nel gear rimane visibile, quando il comando è attivo all'equipaggiamento.
- Cambiato completamente il sistema di aggiustamento dell'offset tra audio e video in Respect V.
- È stato reso disattivabile il video intro del gioco all'avvio.

### Personalizzazioni
Come in ogni titolo della serie, DJMax Respect presenta delle personalizzazioni per quanto riguarda Gear e Note, sotto forma di SKIN, ma per la prima volta sono presenti delle personalizzazioni dedicate all'interfaccia e alle tracce originali dell'interfaccia di gioco, indicati come TEMI.

#### Temi Interfaccia
Questi temi vanno a sostituire unicamente l'interfaccia principale del gioco comprendendone anche le animazioni, mentre le musiche vengono quasi tutte sostituite; fanno eccezione le tracce originali di Game Over, Missione Fallita e Missione Completata.
Oltre a quello originale del gioco, sono tutti ottenibili acquistando il rispettivo DLC.
- DEFAULT Tema originale di DJMax Respect. Presente in tutte le versioni del gioco come default.
- CLASSIC Tema ispirato a DJMax Portable 2. Ottenibile solo dopo l'aggiornamento asiatico 1.01 per chiunque avesse effettuato il pre-ordine.
- TRILOGY Tema ispirato a DJMax Trilogy.
- CLAZZIQUAI EDITION Tema ispirato a DJMax Portable Clazziquai Edition.
- TECHNIKA 1 Tema ispirato a DJMax Technika 1.
- BLACK SQUARE Tema ispirato a DJMax Portable Black Square.
- FRONTLINE Tema che richiama il videogioco Girls' Frontline.
- TECHNIKA 2 Tema ispirato a DJMax Technika 2.
- TECHNIKA 3 Tema ispirato a DJMax Technika 3.
- GROOVE COASTER Tema richiamante la serie di videogiochi ritmici Groove Coaster.
- DEEMO Tema che rievoca lo stile del videogioco DeeMo.
- DREAM IT Tema ispirato all'omonimo brano.
- CYTUS Tema che fortemente ispirato al videogioco Cytus II.

#### Gear e Note
I Gear presenti si ispirano ai Gear dei capitoli precedenti ed altri ai brani più celebri del gioco con altri inediti; sono sempre accompagnati dalle note, e per la maggiore sono tutti sbloccabili tramite Missioni, Obiettivi e Play Counts, altri sono ottenibili solo acquistando il DLC di appartenenza.
Originali del gioco
- Gear RESPECT o RESPECT V e note DEFAULT sono quelli predefiniti del gioco delle due rispettive varianti.
- Gear e note Overload, esclusivo su Respect V.
- Gear e note LOL, ispirati a League of Legends, esclusivo su Respect V.
- Gear PORTABLE 1 è ispirato a quello del primo capitolo per PSP.
- Gear PORTABLE 2 è ispirato a quello di DJMax Portable 2.
- Gear PORTABLE 3 è ispirato a quello dell'ultimo capitolo per PSP.
- Gear CE è ispirato a quello di DJMax Portable Clazziquai Edition.
- Gear BS è ispirato a quello di DJMax Portable Black Square.
- Note CLASSIC ispirate a quelle della serie originale presenti nei capitoli PSP e PC.
- Gear e note TECHNIKA 1 sono ispirati a quelli del primo capitolo per Arcade di DJMax.
- Gear e note TECHNIKA 2 sono ispirati a quelli di DJMax Technika 2.
- Gear e note TECHNIKA 3 sono ispirati a quelli di DJMax Technika 3.
- Gear e note TAPSONIC sono ispirati a quelli dell'originale Tap Sonic..
- Gear CHICKEN e note EGG sono ispirate dal brano HeartBeat di ND Lee.
- Gear e note CAT sono fini a loro stessi.
- Gear e note NB RANGER traggono immagini dai molteplici brani sugli NB Ranger presenti nell'intera serie.
- Gear e note OBLIVION sono ispirati al brano OBLIVION di ESTi.
- Gear e note Ladymade Star prendono origine dal brano Ladymade Star di ESTi.
- Gear e note SIN traggono ispirazione dal brano SIN di ESTi.
- Gear e note Only for you sono ispirati al brano Only for You di NieN.
- Gear e note Don't Die traggono immagini ispirati al brano Don't Die di Paul Bazooka.
- Gear e note Mulch sono ispirati al brano Mulch di Sampling Masters MEGA.
- Gear e note glory day sono ispirati al brano, nonché intro del gioco, glory day.
- Gear e note TAPSONIC TOP sono ispirati a quelli di TAPSONIC TOP[9].

Inclusi nei DLC
- Gear TRILOGY, ispirato al gear all'omonimo gioco della serie.
- Gear e note GUILTY, ispirati al videogioco Guilty Gear Xrd rev.2.
- Gear e note First Kiss, dal brano First Kiss di BJJ.
- Gear e note SON OF SUN, ispirati al brano SON OF SUN di Hosoe Shinji.
- Gear e note Fermion, traggono immagine dal brano Fermion di makou.
- Gear e note G&K, con la variante gear G&K Girls, ispirati al videogioco Girls' Frontline.
- Gear e note S.F., con la variante gear S.F. Girls, ispirati al videogioco Girls' Frontline.
- Gear e note D2, ispirati al brano D2 di First Aid.
- Gear e note ALiCE, ispirati al brano omonimo di seibin.
- Gear e note GROOVE COASTER, ispirati all'omonima serie di videogiochi ritmici giapponese.
- Gear e note DEEMO, tratti dall'omonimo videogioco ritmico taiwanese.
- Gear e note Dream It, tratto dall'omonimo brano.
- Gear e note Boom!, tratto dall'omonimo brano.
- Gear e note welcome to the space, tratto dall'omonimo brano.
- Gear e note The Clear Blue Sky, tratto dall'omonimo brano.
- Gear e note CYTUS, tratti dall'omonimo videogioco ritmico taiwanese.

## Brani
Tutti brani del gioco sono divisi in tab (sezioni) in base alla loro provenienza.

### BraniRespect
DJMax Respect presenta 55 brani nel gioco aggiornato, per la maggior parte inediti, e 5 brani su licenza esclusivi per Respect V.
In ogni DLC Pack importante della serie DJMax è presente un nuovo originale brano Respect, disponibile solo se acquistato il DLC.
Lista delle tracce
- "2Nite" - ND Lee
- "Always" - YUGI/Mool (da Yogurting)
- "Armored Phantom" - ned
- "Beautiful Day" - ND Lee
- "Beyond Yourself" - Mycin.T
- "Binary World" - Tsukasa
- "BlackCat" - BEXTER
- "Bleed" - NCS
- "Boom!" - BEXTER
- "Bullet Wanted!" - Mycin.T
- "Chemical Slave" - XeoN (da Tap Sonic)
- "Child of Night" - GOTH
- "Comet" - Mycin.T (da TAPSONIC TOP)
- "Don't Die" - Paul Bazooka
- "Enter the Universe" - GOTH
- "Far East Princess" - Nauts
- "Fly Away"- XeoN (da DJMax Technika Q)
- "glory day" - BEXTER & Mycin.T
- "Groovin Up" - Mycin.T
- "Heavenly" - Makou
- "I want You ~Twinkle Twinkle Sunshine~" - Studio LAY-BACK (in collaborazione con Brown Dust)
- "KILLER BEE" - GOTH
- "Kingdom" - NCS
- "Kung Brother" - Paul Bazooka
- "Liar" - zts (da DJMax Technika Q)
- "Lift You Up" - Makou
- "Mulch" - Sampling Masters MEGA
- "NB Ranger - Virgin Force" - NieN
- "Neon 1989 (ESTi Remix)" - YUKIKA
- "Only for You" - NieN (cantata da Lee Jiae, ex membro T-ara)
- "Open Fire" - JC
- "Over Your Dream" - xxdbxx
- "quixotic" - bermei.inazawa
- "Remains of Doom" - NieN
- "RockSTAR" - Mr.Funky (da Tap Sonic)
- "Runaway" - LeeZu
- "Running girl" - Mycin.T
- "Ruti'n (GOTH Wild Electro Remix)" - BEXTER
- "Royal Clown" - bermei.inazawa
- "Secret Dejavu" - DINY

- "Shadow Flower" - ned

- "Soar ~Stay With Me~" - Mycin.T
- "So Happy" - NCS
- "The Feelings" - Supbaby
- "The Lost Story" - NEOWIZ Bless Soundteam
- "The Obliterator" - GOTH
- "Tok! Tok! Tok!" - STARTRACK & Lena (da TAPSONIC TOP)
- "U.A.D." - HAYAKO
- "Void" - Kobayashi Tetsuya (da Brown Dust)
- "v o l d e n u i t" - Cuve
- "Waiting for me" - Croove
- "Waiting for you" - Mycin.T
- "Watch Your Step"- XeoN (da Tap Sonic)
- "We're All Gonna Die" - Paul Bazooka
- "WHY" - Nauts

solo su Respect V
- "Alone" - Marshmello
- "Get Jinxed"- Riot Games
- "Ghost Voices" - Virtual Self
- "POP/STARS" - K/DA
- "Sad Machine" - Porter Robinson

con Trilogy DLC Pack
- "Nevermind" - Paul Bazooka

con Clazziquai DLC Pack
- "Rising the Sonic" - Dayz

con Technika1 DLC Pack
- "Do You Want It" - House Rulez

con Black Square DLC Pack
- "ANALYS" - HAYAKO

con Technika2 DLC Pack
- "End of Mythology" - Alice Schach and the Magic Orchestra

con Technika3 DLC Pack
- "ALiCE" - seibin

### Brani Collaborazioni
DJMax Respect vede varie collaborazioni con altri videogiochi o musicisti esterni a NEOWIZ, e i brani collaborazioni vengono messi a disposizione all'utente con i Collaboration DLC Pack dopo l'acquisto.
A partire dal Groove Coaster Collaboration DLC Pack, oltre ad avere più brani per pacchetto, sarà dedicato un Tab esclusivamente per le collaborazioni, come avviene singolarmente per gli altri DLC.
Lista delle tracce
con Guilty Gear Collaboration DLC Pack
- "Break a Spell" - Daisuke Ishiwatari
- "Holy Orders (Be Just or Be Dead)" - Daisuke Ishiwatari
- "Marionette" - Daisuke Ishiwatari

con Girls' Frontline Collaboration DLC Pack
- "Barbarous Funera" - Rikako Watanabe (Basiscape)
- "Frontline" - B@kamin/M2U
- "What am I fighting for?" - Haloweak

con Groove Coaster Collaboration DLC Pack
- "Black MInD" - COSIO
- "Good Night, Bad Luck" - t+pazolite
- "Got more raves?" - E.G.G.
- "Groove Prayer" - COSIO
- "HB-axeleration" - Tsukasa Yatoki
- "Marry me, Nightmare" - t+pazolite
- "ouroboros -twin stroke of the end-" - Cranky VS MASAKI
- "OVER THE NIGHT" - REDALiCE
- "Satisfiction" - t+pazolite
- "Warrior" - Cranky

con DeeMo Collaboration DLC Pack
- "Angelic Sphere" - 3R2
- "Anima" - xi
- "Dream" - Rabpit
- "Legacy" - switchworks
- "Magnolia" - M2U
- "Nine Point Eight" - Mili
- "Sairai" - Shinichi Kobayashi
- "Undo" - Yuk-cheung Chun
- "Utopiosphere" - Mili
- "YUBIKIRI-GENMAN" - Mili

con Cytus Collaboration DLC Pack
- "AXION" - Sakuzyo
- "CODE NAME: ZERO" - NeLIME
- "conflict" - Cranky + siromaru
- "EMber" - SIHanatsuka
- "Entrance" - Ice
- "L" - Ice
- "Les Parfums de L'Amour" - naotyu-
- "Mammal" - Teikyou
- "Myosotis" - M2U
- "Old Gold" - Cranky
- "Shoot out" - Tsukasa
- "Ververg" - onoken

### Brani daDJMax Portable
Il gioco aggiornato include 56 brani provenienti dal primo capitolo della serie per PSP.
Lista delle tracce
- "A.I" - Forte Escape
- "Ask to Wind" - Forte Escape

- "Ask to Wind ~Live Mix~" - Forte Escape
- "Astro Fight - Forte Escape
- "BlythE" - M2U
- "Bright Dream" - M2U
- "Can We Talk" - Forte Escape
- "Catch Me" - Forte Escape
- "Chrono Breakers" - NieN
- "CnP" - CrooFE
- "Dreadnought" - EarBreaker
- "Elastic STAR" - Forte Escape
- "End of the Moonlight" - Forte Escape
- "Enemy Storm" - Croove
- "Eternal Memory" - M2U
- "Every Morning" - ND Lee
- "Extreme Z4" - Forte Escape
- "FEAR" - Supbaby
- "Fever GJ" - xxdbxx
- "FTR" - Supbaby
- "Funky Chups" - Forte Escape
- "Futurism" - Forte Escape
- "HAMSIN" - makou
- "JBG" - Croove
- "Jupiter Driving" - xxdbxx
- "KUDA" - Gonzo
- "Lemonade" - M2U
- "Let's Go Baby" - 3rd Coast
- "Light House" - xxdbxx
- "Long Vacation" - ESTi
- "Luv Flow" - 3rd Coast
- "MASAI" - Croove
- "Memory of Beach" - M2U
- "Minimal Life" - EarBreaker
- "NB RANGER" - M2U
- "Never Say" - ND Lee
- "OBLIVION" - ESTi
- "OBLIVION ~Rockin' Night Style~" - NieN
- "ON" - ND Lee
- "One the Love" - xxdbxx
- "Out Law" - Croove
- "Para-Q" - Forte Escape
- "Piano Concerto No.1" - Wav Factory
- "Ray of Illuminati" - ESTi
- "RED" - Croove
- "REVENGE" - ND Lee
- "Road Of Dead" - NieN
- "Rock Or Die" - NieN
- "Save My Dream" - Forte Escape
- "SIN" - ESTi
- "SIN ~The Last Scene~" - ESTi
- "Sunny Side" - Croove
- "Sunny SIde ~Deepn' Soul Mix~" - makou
- "Temptation" - S-TRO
- "Triple Zoe" - Forte Escape
- "Ya! Party!" - Forte Escape

### Brani daDJMax Portable 2
Il gioco include 53 brani provenienti dal secondo capitolo della serie per PSP.
Lista delle tracce
- "A Lie" - makou
- "Another DAY" - Forte Escape
- "Brain Storm" - Croove
- "Brandnew Days" - Planetboom
- "Brave it Out" - BEXTER
- "Bye Bye Love" - 3rd Coast
- "Chain of Gravity" - Tsukasa
- "Cherokee" - xxdbxx
- "DIVINE SERVICE" - Electronic Boutique
- "Dream of You" - makou
- "Fallen Angel" - DJ Mocha
- "Fentanest" - EarBreaker / Eszett
- "For Season" - makou
- "For the IKARUS" - NieN
- "Get on Top" - Planetboom
- "GET OUT" - ND Lee
- "Good Bye" - Ruby Tuesday
- "HeartBeat" - ND Lee
- "Hello Pinky"- NieN
- "Higher" - Supbaby
- "Ladymade Star" - ESTi
- "Lost n' found" - bermei.inazawa
- "Memoirs" - M2U
- "Mess it Up" - Nauts
- "Midnight Blood" - NieN
- "MIles" - Electronic Boutique
- "Minus 3" - Croove
- "My Alias" - Dayz
- "NANO RISK" - Dayz
- "NB POWER" - NieN
- "NB Rangers -Returns-" - NieN
- "Negative Nature" - Electronic Boutique
- "NIghtmare" - M2U
- "Phantom Of Sky" - M2U
- "plastic method" - zts
- "Right Now" - makou
- "Rocka-a-doodle-doo" - makou
- "Rolling On the Duck" - NieN
- "Seeker" - M2U
- "Showtime" - Ruby Tuesday
- "Smoky Quartz" - makou
- "sO mUCH iN LUV" - 3rd Coast
- "SQUEEZE" - Oriental ST8
- "STALKER" - ND Lee
- "StarFIsh" - PlanetBoom
- "Stay with me" - Ruby Tuesday
- "Sunset Rider" - Nauts
- "Syriana" - BEXTER
- "Taekwonburi" - xxdbxx
- "WhiteBlue" - zts
- "Yellowberry - AJ Mix-" - Forte Escape
- "Yo Creo Que Si" - makou
- "Your Own Miracle" - Ruby Tuesday

### Brani daDJMax Trilogy
20 brani disponibili solo acquistando il Trilogy DLC Pack.
In questo DLC non sono presenti i brani "Every Morning -Megatonic Mix-" e "SQUEEZE -Megatonic Mix-" di DJMax Trilogy sotto decisione del produttore esecutivo BEXTER, egli, infatti, credeva che includere queste due tracce potessero risultare "di bassa qualità", in quanto sono solo due tracce originali a velocità aumentata.
Lista delle tracce
- "A Lie ~Deep Inside Mix~" - Electronic Boutique
- "Bye Bye Love ~Nu Jazz Mix~" - Electronic Boutique
- "Catch You" - Forte Escape
- "For Season ~Air Guitar Mix~" - Planetboom
- "GET OUT ~Hip Noodle Mix~" - DJ EON
- "Memory of Wind" - Forte Escape
- "Mind Control" - NieN
- "My Jealousy"- 3rd Coast
- "NB Girls" - NieN
- "sO mUCH iN LUV ~Melodic Twisted Mix~" - Forte Escape
- "Someday" - NieN
- "STOP" - 3rd Coast
- "Streetlight" - Nauts
- "Syriana ~Blast Wave Mix~" - DJ EON
- "Talk! Talk!" - xxdbxx
- "The One" - Paul Bazooka
- "Ventilator" - Cycle75
- "Yo Creo Que Si ~Live House Version~" - BEXTER
- "Your Own Miracle ~Disco House Mix~" - makou
- "ZET" - BEXTER

### Brani daDJMax Portable Clazziquai Edition
23 brani disponibili solo acquistando il Clazziquai Edition DLC Pack.
Al momento dell'annuncio le tracce presenti nel DLC dovevano essere 23, del resto nel momento della pubblicazione le tracce erano 22, per motivi di licenze, la traccia "DARK ENVY" - Sugardonut non era presente, ma, dopo aver risolto i problemi, la traccia arrivò due mesi più tardi.
Per altri motivi di licenze non sono stati inclusi 5 brani provenienti da Clazziquai Edition: "Mutu" - Garion, "Hard to Start" - 015B, "No Way" - 015B, "Motion" - Cooly's Hot Box, "Touch my Body" - Cooly's Hot Box.
Lista delle tracce
- "Closer" - 3rd Coast
- "Coastal Tempo" - 3rd Coast
- "Color" - CLAZZIQUAI
- "Come to me" - CLAZZIQUAI
- "Creator" - CLAZZIQUAI
- "DARK ENVY" - Sugardonut
- "Electronics" - CLAZZIQUAI
- "Fate" - STi
- "First Kiss" - BJJ
- "Flea" - CLAZZIQUAI
- "Forever" - BEXTER
- "Freedom" - CLAZZIQUAI
- "Here in the Moment" - Ruby Tuesday
- "In My Heart" - Tsukasa
- "Love Mode" - CLAZZIQUAI
- "Lover" (CE Style) - ND Lee
- "Proposed, Flower, Wolf" - ReX
- "Tell Me" - Lee Geol
- "The Clear Blue Sky" - Tsukasa
- "The Night Stage" - CLAZZIQUAI
- "To You" - Sweatune
- "Urban Night" - hYO
- "Y" (CE Style) - ND Lee

### Brani daDJMax Technika
20 brani disponibili solo con l'acquisto di Technika1 DLC Pack.
Lista delle tracce
- "Access" - Sphazer
- "Area 7" - Sphazer
- "Beyond the Future" - 7 Sequence
- "Dear my Lady" - Oriental ST8
- "DJMAX" - Humming Urban Stereo
- "Fury" - Sugardonut
- "HEXAD" - Electronic Boutique
- "Honeymoon" - Humming Urban Stereo
- "I want You" - Lin-G
- "Landscape" - Tsukasa
- "Melody" - bermei.inazawa
- "Play the Future" - Urbatronic Chopsticks
- "Remember" - Lin-G
- "Shoreline" - Oriental ST8
- "SON OF SUN" - Hosoe Shinji
- "SuperSonic" - Planetboom
- "Sweet Shining Shooting Star" - Croove
- "The Last Dance" - Urbatronic Chopsticks
- "Thor" - XeoN
- "Voyage" - makou

### Brani daDJMax Portable Black Square
20 brani disponibili solo con l'acquisto di Black Square DLC Pack.
Lista delle tracce
- "Beat U Down" - makou
- "Colours of Sorrow" - Tsukasa
- "Cypher Gate" - 7 Sequence
- "Desperado" - Croove
- "Fermion" - makou
- "Fever Pitch Girl" - Nikacha
- "Get Down" - BJJ
- "Grave Consequence" - Tsukasa
- "Heart of Witch" - ReX
- "In my Dream" - ND Lee
- "Jealousy" - 3rd Coast
- "Keys of the World" - Planetboom
- "Lovely hands" - Planetboom
- "Lover" (BS Style) - ND Lee
- "PDM" - Trish
- "Proposed, Flower, Wolf Part.2" - ReX
- "Ready Now" - Ruby Tuesday
- "Ruti'n" - BEXTER
- "Secret World" - Sweetune
- "Y" (BS Style) - ND Lee

### LINK DISC
Con LINK DISC, introdotto con il DLC di Black Square, si ha la possibilità di ottenere 3 brani in versione estesa, dipendente da quali DLC si è in possedimento. Attualmente assente su Respect V.
Lista delle tracce
- "Airwave ~Extended Mix~" - ReX. Ottenibile solo se si è in possedimento di Black Square DLC Pack e Clazziquai Edition DLC Pack o Technika1 DLC Pack.
- "SON OF SUN ~Extended Mix~" - Hosoe Shinji. Ottenibile solo se si è in possedimento di Technika1 DLC Pack e Black Square DLC Pack o di Clazziquai Edition DLC Pack.
- "Here in the Moment ~Extended Mix~" - Ruby Tuesday. Ottenibile solo se si è in possedimento di Clazziquai Edition DLC Pack e Black Square DLC Pack o Technika1 DLC Pack.

### Brani daDJMax Technika 2
23 brani disponibili solo con l'acquisto di Technika2 DLC Pack.
Lista delle tracce
- "Airwave" - ReX
- "BEE-U-TIFUL" - First Aid
- "Burn It Down" - P'sycho-Remi
- "Cosmic Fantastic Lovesong" - DINY
- "Cozy Quilt" - bermei.inazawa
- "D2" - First Aid
- "Dream of Winds" - XeoN
- "Dual Strikers" - 7 Sequence
- "Eternal Fantasy" - XeoN
- "La Campanella: Nu Rave" - Cranky
- "Love is Beautiful" - Electronic Boutique
- "MonoXide" - Planetboom
- "Nova ~Mr.Funky Remix~" - Mr.Funky
- "Put'Em Up" - makou
- "Puzzler" - Electronic Boutique
- "Rage Of Demon" - NieN
- "Say it from your heart" - makou
- "Sweet Dream" - Lin-G
- "The Guilty" - P'sycho-Remi
- "Thor ~Extended Mix~" - XeoN
- "Trip" - NieN
- "XLASHER" - Hosoe Shinji

### Brani daDJMax Technika 3
29 brani disponibili solo con l'acquisto di Technika3 DLC Pack.
Per motivi di licenze non è stato possibile per il team inserire le tracce provenienti da DJMAX Technika 3 sotto licenza, tra le quali quelle dei KARA.
Lista delle tracce
- "A Life With You" - makou

- "AD2222" - Croove
- "AD2222 ~Extended Mix~" - Croove
- "Angel" - Laurent Newfield & Ravenant
- "Bamboo on Bamboo" - Sampling Masters MEGA
- "Black Swan" - TAK
- "Dark Prism" - Tsukasa
- "Dream Again" - DINY
- "EGG" - Nauts
- "EGG ~Extended Mix~" - Nauts
- "Emblem" - makou
- "Fallin'in LUV" - 3rd Coast
- "Feel Ma Beat" - NieN
- "Ghost" - STi
- "Give Me 5" - ND Lee
- "Heart Beat Part. 2" - ND Lee
- "Kung-Fu Rider" - AstroKid
- "My Heart, My Soul" - 3rd Coast
- "Now a NEW Day" - Sui.Jay
- "Out of CTRL" - Mr.Funky
- "Over the Rainbow" - Tsukasa
- "Right Back" - TANUKI AMITASIA
- "ShowDown" - LeeZu
- "SigNalize" - Paul Bazooka
- "SuperNova" - Cranky
- "Supersonic 2011" - Sound Lab
- "Wanna Be Your Lover" - Laurent Newfield & Ravenant
- "Xeus" - XeoN
- "You & Me" - NieN

### BraniV Extension
20 nuovi brani inediti disponibili solo con l'acquisto di V Extention Pack.
Lista delle tracce
- "Attack" - Mr.Funky
- "BLACK GOLD" - Cranky
- "Do it" - House Rulez
- "Dream it" - BEXTER
- "Fancy Night" - SiNA x CHUCK
- "FIGHT NIGHT" - Messierf eat. Calyae
- "Kensei" - Pure 100%
- "Lisrim" - onoken
- "Lost Serenity" - Benicx
- "Lost Temple" - IMLAY
- "Maharajah -fenomeno edition-" - Alice Schach and the Magic Orchestra
- "Misty Er'A" - Mycin.T x jam-jam
- "Move Your Self" - IMLAY / YESEO
- "NANAIRO" - HAYAKO
- "Never Die" - Paul Bazooka
- "Remember Me" - NieN
- "Space Challenger" - Bagagee Viphex13
- "Vile Requiem" - GOTH
- "welcome to the space" - Pory feat. Jisun
- "WONDER $LOT 777" - MYUKKE.

### Brani daDJMax Online
8 brani disponibili solo con l'acquisto di Emotional Sense Pack.
- "Cosmic Elevator" - Forte Escape
- "Feel" - DJ.Mocha
- "Knowlegde System" - Forte Escape
- "Real Over Drive" - NieN
- "Space of Soul" - M2U
- "Super Lovely" - Earbreaker
- "Urban Night" - Electronic Boutique
- "Yo Max" - ND Lee

## DLC

### Trilogy DLC Pack[14]
Pubblicato il 28 settembre 2017 su PS4 e il 14 aprile 2020 su Steam.
- 20 brani da DJMax Trilogy
- Gear e UI a tema DJMax Trilogy.
- Nuovo brano Respect.
- Nuovo set di missioni.

### Guilty Gear Pack[15]
Pubblicato il 30 novembre 2017 su PS4. Per chi ha comprato la Day One Edition di DJMax Respect in Giappone, il DLC è incluso. Regalato con gli aggiornamenti su Respect V.
- 3 brani da Guilty Gear.
- Gear e Note a tema Guilty Gear.

### Clazziquai Edition DLC Pack[16]
Pubblicato il 21 dicembre 2017 su PS4 e il 28 maggio 2020 su Steam.
- 23 brani da DJMax Portable Clazziquai Edition
- Gear e Note a tema First Kiss.
- UI a tema Clazziquai Edition.
- Nuovo brano Respect.
- Nuovo set di missioni.

### Technika1 DLC Pack[17]
Pubblicato il 28 marzo 2018 su PS4 e il 24 settembre 2020 su Steam.
- 20 brani da DJMax Technika.
- Gear e Note a tema SON OF SUN.
- UI a tema Technika1.
- Nuovo brano Respect.
- Nuovo set di missioni.

### Black Square DLC Pack[18]
Pubblicato il 28 giugno 2018 su PS4 e il 28 maggio 2020 su Steam.
- 20 brani da  DJMax Portable Black Square.
- Gear e Note a tema Fermion.
- UI a tema Black Square.
- Nuovo brano Respect.
- Nuovo set di missioni.
- Introduce LINK DISC: 3 brani in formato esteso e un set di missioni nascosto dedicato

### Girls' Frontline DLC Pack[19]
Pubblicato il 4 settembre 2018 su PS4.
- 3 nuovi brani da Girls' Frontline.
- Due Gear in due varianti, due set di note e la UI a tema Girls' Frontline.

### Technika2 DLC Pack[20]
Pubblicato il 11 ottobre 2018 su PS4 e il 24 settembre 2020 su Steam.
- 23 brani da DJMax Technika 2.
- Gear e Note a tema D2.
- UI a tema Technika2.
- Nuovo brano Respect.
- Nuovo set di missioni.

### Technika3 DLC Pack[21]
Pubblicato il 7 marzo 2019 su PS4 e il 24 settembre 2020 su Steam.
- 29 brani da DJMax Technika 3.
- Gear e Note a tema ALiCE.
- UI a tema Technika3.
- Nuovo brano Respect.
- Nuovo set di missioni.

### Groove Coaster DLC Pack[22]
Pubblicato il 5 giugno 2019 su PS4 e il 14 aprile 2020 su Steam.
- 10 brani da Groove Coaster.
- Gear, Note e UI a tema Groove Coaster.

### DeeMo DLC Pack[23]
Pubblicato il 29 luglio 2019 su PS4 e il 16 luglio 2020 su Steam.
- 10 brani da DeeMo.
- Gear, Note e UI a tema DeeMo.

### V Extension Pack
Pubblicato il 12 marzo 2020 su Steam e il 16 aprile 2020 su PS4.
- 20 brani inediti
- Gear, Note e UI a tema Dream It.
- Nuovo set di missioni.

### Emotional Sense Pack
Pubblicato il 12 marzo 2020 su Steam e il 16 aprile 2020 su PS4. Regalato a chiunque abbia partecipato alla Early Access di Respect V su Steam.
- 8 brani da DJMax Online.

### Exclusive Gear Pack
Pubblicato il 12 marzo 2020 su Steam.
- Gear e Note a tema Boom!.

### welcome to the sapce Gear Pack
Pubblicato il 14 aprile 2020 su Steam.
- Gear e Note a tema welcome to the space.

### The Clear Blue Sky Gear Pack
Pubblicato il 28 maggio 2020 su Steam.
- Gear e Note a tema The Clear Blue Sky.

### Cytus DLC Pack
Pubblicato il 16 luglio 2020 su Steam e il 19 settembre 2020 su PS4.
- 12 brani da Cytus e Cytus II.
- Gear, Note e UI a tema Cytus II.

### So Happy Gear Pack
Pubblicato il 24 settembre 2020 su Steam.
- Gear e Note a tema So Happy.

#### Futuri DLC
Già annunciati, ma senza date, varie collaborazioni con alcuni produttori di videogiochi ritmici e non.
- ESTiMATE Collaboration DLC Pack[25]
- Chunithm Collaboration DLC Pack[26]

## Edizioni limitate
DJMax Respect al momento del lancio in Asia ha visto una Limited Edition in Corea del Sud. Questa comprende una copia del gioco, un cofanetto con sei spillette dei vari capitoli della serie, un Artbook, due dischi contenenti la soundtrack originale del gioco, due Cover titoli di rimpiazzamento della custodia del gioco in stile DJMax Portable e DJMax Portable 2. un codice per poter scaricare un tema PS4 di DJMax Respect.
Per chi ha pre-ordinato il gioco in Asia ha avuto una UI in esclusiva per DJMax Respect, denominata CLASSIC, ispirata a quella di DJMax Portable 2. È possibile ottenerla solo dopo aver eseguito l'aggiornamento 1.01 (nella versione asiatica).
Al lancio del titolo in Giappone, da parte di Arc System Works, il titolo ha avuto una sola edizione a tiratura limitata. La Limited è molto simile a quella asiatica ma in formato più piccolo, contenendo solo l'Artbook e la soundrack originale del gioco.
Nell'edizione di lancio giapponese del gioco è incluso il Guilty Gear Collaboration DLC Pack gratuitamente .
All'annuncio di DJMax Respect V su Steam, Neowiz Games ha messo disponibile al preordine una edizione limitata fisica della OST del gioco, contenente quattro CD-Rom e un set di due tasti da tastiera meccanica Cherry compatibile. Le spedizioni sono partite il giorno di lancio del gioco su Steam. A causa dell'emergenza COVID-19 gran parte degli ordini sono tornati indietro e verranno rispediti a data da destinarsi.

## Accoglienza
DJMax Respect dalla critica specializzata è stato apprezzato, ma non in larga scala, definendolo uno dei Rhythm Game più difficile e piacevolmente competitivo di sempre per console da casa, apprezzando la quantità di brani disponibili al lancio e apprezzandone musiche e disegni.